# 평덕선
평덕선(平德線)은 평양직할시에서 평안남도 덕천시를 지나 평안북도 구성시까지 연결되는 철도노선이다. 처음에는 평안남도 남부 탄전에서 생산되는 석탄을 운반하기 위한 산업철도로 개통되었다. 평라선, 만포선, 평부선 등과 연결되어 환승이 가능하며 많은 지선이 갈라진다.

## 노선 정보
- 구간과 거리 : 대동강역~구장역 189.7km
- 역 수 : 37개(양단역 포함)
- 궤도 간격 : 1435mm(표준궤)
- 전철화 구간 : 전 구간(직류 3000V)
- 복선 구간 : 없음

## 연혁

### 평양탄광선 구간(대동강역-승호리역)
- 1911년 9월 1일 : 평양역-사동역 구간 개통
- 1918년 5월 5일 : 사동역-승호리역 구간 개통
- 1920년 10월 15일 : 선교리역 개업
- 1925년 11월 1일 : 청룡역 개업
- 1934년 11월 1일 : 입석리역 개업

### 서선중앙철도 구간(승호리역-북창역)
- 1939년 6월 29일 : 승호리역-석름역 구간 개통[1]
- 1939년 11월 14일 : 석름역-평남강동역(강동역) 구간 개통[2]
- 1941년 10월 1일 : 신성천역-북창역 구간과 현재의 재동선 구간 개통[3]
- 1942년 9월 18일 : 평남강동역-신성천역 구간 개통[4]
- 1944년 4월 1일 : 승호리역~신성천역 구간이 조선총독부철도에 이관되고 평양탄광선에 편입됨[5]
- 1944년 12월 28일 : 북창역-옥천역 구간(5.9km) 개통[6]
- 1945년 5월 25일 : 옥천역-장안역(長安驛) 구간(6.4km) 개통[7]

### 노선 병합 이후
- 1979년 : 전철화 완성

## 역목록
| 역명     | 로마자 역명       | 한자 역명 | 접속 노선                |
| -------- | ----------------- | --------- | ------------------------ |
| 평양     | P'yŏngyang        | 平壤      | 평의선·평남선            |
| 대동강   | Taedonggang       | 大同江    | 평부선                   |
| 동평양   | Tongp'yŏngyang    | 東平壤    |                          |
| 송신     | Songsin           | 松新      |                          |
| 미림     | Mirim             | 美林      |                          |
| 청룡     | Ch'ŏngryong       | 靑龍      | 명당선                   |
| 립석리   | Ripsŏk-ri         | 立石里    | 고비선                   |
| 승호리   | Sŭngho-ri         | 勝湖里    |                          |
| 만달리   | Mandal-ri         | 晩達里    |                          |
| 화천     | Hwach'ŏn          | 貨泉      |                          |
| 금옥     | Kŭmok             | 金玉      |                          |
| 송가     | Songga            | 松街      | 덕산선                   |
| 삼등     | Samdŭng           | 三登      | 삼등탄광선               |
| 흑령     | Hŭngryŏng         | 黑嶺      |                          |
| 석름     | Sŏngnŭm           | 石廩      |                          |
| 강동     | Kangdong          | 江東      |                          |
| 백원     | Paegwŏn           | 百源      |                          |
| 성천     | Sŏngch'ŏn         | 成川      |                          |
| 삼덕     | Samdŏk            | 三德      |                          |
| 신성천   | Sinsŏngch'ŏn      | 新成川    | 평라선                   |
| 금평     | Kŭmp'yŏng         | 錦坪      |                          |
| 원창     | Wŏnch'ang         | 院倉      | 령대선                   |
| 구정     | Kujŏng            | 九井      | 재동선                   |
| 송남     | Songnam           | 松南      | 솔골탄광선               |
| 가창     | Kajang            | 假倉      |                          |
| 북창     | Pukch'ang         | 北倉      | 관하선·득장선            |
| 옥천     | Okch'ŏn           | 玉泉      |                          |
| 구현     | Kuhyŏn            | 鳩峴      | 잉포선                   |
| 회안     | Hoe'an            | 檜安      |                          |
| 남덕     | Namdŏk            | 南德      |                          |
| 제남     | Chenam            | 濟南      |                          |
| 남덕천   | Namdŏkch'ŏn       | 南德川    | 덕남선                   |
| 덕천     | Tŏkch'ŏn          | 德川      | 서창선                   |
| 향원     | Hyang'wŏn         | 鄕元      | 장상선                   |
| 두일령   | Tuillyŏng         | 杜日嶺    |                          |
| 함가     | Hamga             | 咸家      |                          |
| 구단     | Kudan             | 坵丹      |                          |
| 구장청년 | Kujang Ch'ŏngnyŏn | 球場靑年  | 만포선·청년팔원선·룡암선 |

## 지선
명당선, 삼등탄광선(ja:三登炭鉱線), 령대선, 재동선, 솔골탄광선, 관하선, 득장선, 인포선(ja:芿浦線), 덕남선, 서창선, 장상선 문서를 참고하시오.